# Martin Andersen Nexø

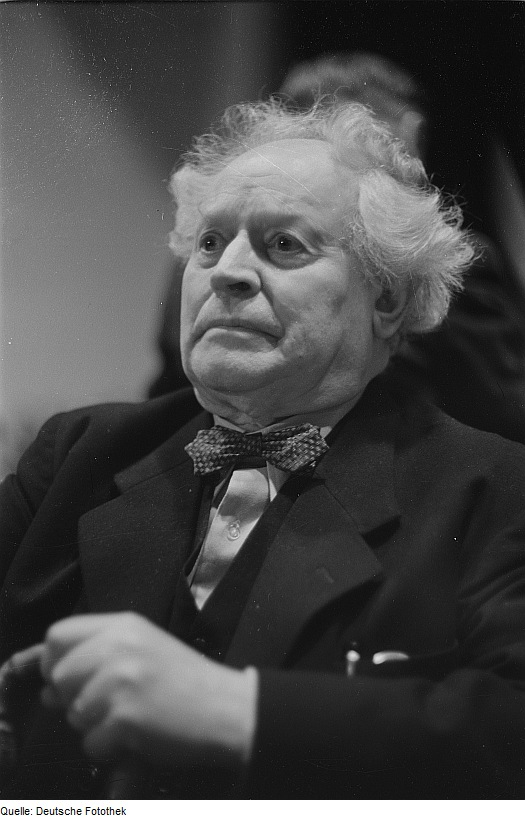
Martin Andersen Nexø

Martin Andersen Nexø (właśc. Martin Andersen, ur. 26 czerwca 1869 w Kopenhadze, zm. 1 czerwca 1954 w Dreźnie) – duński pisarz. 

## Życiorys
Urodził się w wielodzietnej rodzinie w Kopenhadze. Wraz z całą rodziną w 1877 przeniósł się do miasta Nexø na wyspie Bornholm. Stąd też pochodzi jego pseudonim artystyczny. Tam w 1884 rozpoczął naukę w zawodzie szewca.
W 1893 zachorował na gruźlicę. W ramach leczenia w połowie lat 90. XIX w. Nexø podróżował po Europie Południowej (Włochy, Hiszpania), zaś efektem tych podróży była książka Soldage (1903). Do najbardziej znanych dzieł Nexø należy powieść Pelle Zwycięzca, która częściowo jest oparta na autobiografii autora. Powieść powstawała w latach 1906-1910 i jest uznawana za pierwszą duńską powieść proletariacką.
Dość wcześnie Nexø został socjalistą, a w 1919 wstąpił do partii komunistycznej. Właśnie za członkostwo w Duńskiej Partii Komunistycznej Nexø został w 1941 uwięziony przez duńską policję. Udało mu się jednak uciec do neutralnej podówczas Szwecji, a stamtąd do Związku Radzieckiego.
Po zakończeniu wojny osiedlił się w Dreźnie we wschodnich Niemczech. Został tam nawet wyróżniony mianem honorowego obywatela miasta.
22 listopada 1950 w Warszawie na II Kongresie Obrońców Pokoju został wybrany w skład Światowej Rady Pokoju.
Zmarł 1 czerwca 1954 w Dreźnie. Został pochowany na cmentarzu w Kopenhadze.
Wiele dzieł Andersena Nexø przetłumaczono na język polski w latach 50. XX w.

## Najważniejsze książki
- Czerwony Morten (1944–1956, wyd. pol. 1949)
- Ditta - dziecię człowiecze (1917–1921, wyd. pol. 1927-1931)
- Jeanette (1944–1956, wyd. pol. 1959)
- Pelle Zwycięzca (1906–1910, wyd. pol. 1949)
- Opowiadania (wyd. pol. 1978)